# We the Animals
Pour plus de détails, voir Fiche technique et Distribution.
We the Animals est un film américain réalisé par Jeremiah Zagar, sorti en 2018 adapté du roman du même nom de Justin Torres. 

## Synopsis
Jonah est le cadet d'une fratrie de trois jeunes garçons impétueux et épris de liberté. De milieu modeste, ils vivent à l’écart de la ville avec leurs parents qui s'aiment d’un amour passionnel, violent et imprévisible. Souvent livrés à eux-mêmes, les deux frères de Jonah grandissent en reproduisant le comportement de leur père alors que Jonah se découvre progressivement une identité sexuelle différente…

## Fiche technique
- Titre : We the Animals
- Réalisation : Jeremiah Zagar
- Scénario : Daniel Kitrosser et Jeremiah Zagar d'après le roman de Justin Torres
- Décors :
- Costumes : Emily Batson et Valentine Freeman
- Photographie : Zak Mulligan
- Montage : Keiko Deguchi et Brian A. Kates
- Musique : Nick Zammuto
- Producteur : Paul Mezey, Andrew Goldman, Christina D. King et Jeremy Yaches
  - Producteur délégué : Philipp Engelhorn et Michael Raisler
- Production : Cinereach
- Distribution : LFR Films
- Pays d'origine :  États-Unis
- Genre : Drame
- Durée : 94 minutes
- Dates de sortie :
  -  États-Unis :
  - 20 janvier 2018 (Sundance)
  - 17 août 2018 (en salles)
  -  Royaume-Uni : 24 juin 2018 (Édimbourg)
  -  France : 
    - 5 septembre 2018 (Deauville)
    - 13 mars 2019 (en salles)

## Distribution
- Raúl Castillo : Paps
- Sheila Vand : Ma
- Evan Rosado : Jonah
- Isaiah Kristian : Manny
- Josiah Gabriel : Joel
- Terry Holland : un télévangéliste

## Accueil

### Critiques
Le film reçoit d'assez bons retours, avec une note moyenne de 3.4 sur AlloCiné.
Pour Le Parisien c'est un film « qui nous laisse hypnotisés ». Libération dit lui qu'il est « vide, mais arty ».